# 半季
半季（英語：split season）是多種運動聯盟中採用的一種賽季實施方式。該制度將一整個賽季拆成兩個部分，通常為上下半季；兩個半季的冠軍將會進行比賽來決定總冠軍。
半季制度通常出現於賽季較長的運動，例如棒球、籃球與足球。在美國，半季通常出現於學院運動聯盟當中，尤其是大學籃球聯盟。有一部分的美國職棒小聯盟球隊也實施半季制度。

## 棒球

### 美國職棒大聯盟
美國職棒大聯盟曾經兩次實施過半季制度。第1次是在1892年，由國家聯盟實施；第2次則是在1981年，由於大聯盟球員罷工，因此決定將該賽季拆成上下半季，各分區（當時美國聯盟與國家聯盟各有2個分區）的上下半季冠軍先進行分區系列賽，獲勝者再進行聯盟冠軍賽；該年度的分區系列賽獲勝球隊為洋基、運動家、博覽會及道奇。

### 美國職棒小聯盟

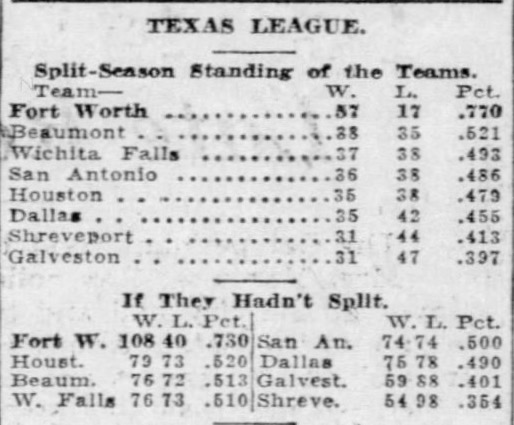
1924年9月出版的德克薩斯聯盟排名

美國職棒小聯盟當中，2A、高階1A及1A的附屬聯盟實施半季制度；如果某個球隊獲得上下半季冠軍，大多數附屬聯盟會將該球隊與全季第二名球隊進行總決賽。在過去，部分附屬聯盟會將獲得上下半季冠軍的球隊直接宣告為該球季總冠軍，或是直接進入下一輪季後賽。這些小聯盟附屬聯盟實施半季制度的一個原因，是因為小聯盟的主要目的是培養與發展球員；而這些球員在賽季當中可能會逐步升級或降級。球季初期各隊擁有許多出色的球員，然而隨著球員的晉升，到球季末尾時球員人數與素質則會變低；上下半季的實施，就是讓表現不盡理想的球員在下半季能夠繼續參與有意義的賽事。

### 中華職棒
中華職棒自1990年成立以來，除了1998年到1999年實施單一球季之外，其餘球季都採用半季制度。

### 其他地區
日本職棒、韓國職棒曾實施過半季制度。